# メタル・マインド・プロダクションズ
メタル・マインド・プロダクションズ (Metal Mind Productions Sp. z o.o.)は、ポーランドシロンスク県カトヴィツェに本社を置くレコード会社。頭文字を取ってMMPと書くこともある。レコードレーベルとしてメタル・マインド・レコード (Metal Mind Records)が用いられることもある。1988年創立。ポーランドのインディペンデントレーベルの中でも最大規模のレーベルの一つで、現在までに1000枚以上のCDライセンスを持ち、合計で1000万枚を超える音楽媒体を販売している。主に、ロックとヘヴィメタルに関連するジャンルに注力している。メタル・マインド・プロダクションズは、販売について多くのレーベルと契約を結んでおり、例えばロードランナー・レコード、MVD、ソニー・ミュージックエンタテインメント、プラスチック・ヘッド・ディストリビューションズなどが挙げられる。音楽媒体販売に加えてメタル・マインド・プロダクションズは雑誌出版も行っており、最大規模で最も歴史のあるヘヴィメタル雑誌『メタル・ハンマー』のポーランドにおける出版元でもある。更にコンサート主催者としても活動しており、中東欧で最大級のヘヴィメタル・フェスティヴァル『メタルマニア』を主催している。また、1991年の『モンスターズ・オブ・ロック』のポーランド公演を含め、これまでに1000を超えるコンサートを主催している。2002年からは、DVDの製造・販売を行うようになり、2005年末までに約60タイトルをリリースしている。この中には、ディープ・パープルや、ゴードン・ハスケル、SBB、ティアマット、マイケル・シェンカー、TSA、Armia、Acid DrinkersのライヴDVDなどがある。

## バンド一覧
- 2TM2,3
- Acid Drinkers
- Aion
- Anal Stench
- Ankh
- Arena
- Armia
- Artillery
- Artrosis
- Asgaard
- Batalion d'Amour
- Bright Ophidia
- Catamenia
- Cemetery of Scream
- Chainsaw
- Closterkeller
- Collage
- Corruption
- Dance on Glass
- Dark Tranquillity[2]
- Darzamat
- Decapitated
- Deep Purple
- Defiance
- Delight
- Desdemona
- Dezerter
- Diamond Head
- Dies Irae
- Enslaved
- Exodus
- The Exploited
- Gordon Haskell
- Green Carnation
- Grind
- Hate
- Hedfirst
- Homo Twist
- Horde
- Hunter
- Illusion
- Jadis
- Jan Kyks Skrzek
- John Wetton
- Kapela ze Wsi Warszawa
- Krzak
- Landmarq
- Leszek Winder
- Lizard
- Luna Ad Noctum
- Malevolent Creation
- Yngwie J. Malmsteen
- Massacra
- Mech
- Mess Age
- Michael Schenker Group
- Młynek Kawowy
- Moonlight
- Mortification
- Naamahh
- Nick Barrett & Clive Nolan
- The No-Mads
- None
- Optimum Wound Profile
- Opprobrium
- Pain
- Paradise Lost
- Paul Di'Anno
- Pendragon
- Proletaryat
- Rotting Christ
- SBB
- Sacriversum
- Sarcofago
- Satellite
- Serpentia
- Sirrah
- Sub Rosa
- Tomasz Stańko
- StrommoussHeld
- Sui Generis Umbra
- Tenebrosus
- Thy Disease
- TSA
- Turbo
- Via Mistica
- Will Wallner & Vivien Vain
- Ziyo